# Primeira Liga 2025-26
La Primeira Liga 2025-26 (también conocida como Liga Portugal Betclic por razones de patrocinio) es la 92.ª edición de la máxima competición profesional de fútbol en Portugal. El torneo comenzó el 8 de agosto de 2025 y finalizara en 2026.
Un total de 18 equipos participan en la competición, incluyendo 15 equipos de la temporada anterior, 2 provenientes de la Liga Portugal 2 Meu Super 2024-25 y ganador del playoff.
El Sporting Lisboa es el campeón defensor.

## Sistema de competición
La competición consta de un grupo único integrado por dieciocho clubes de toda la geografía portugal. Siguiendo un sistema de liga, los dieciocho equipos se enfrentan todos contra todos en dos ocasiones, una en campo propio y otra en campo contrario, sumando un total de 34 jornadas. El orden de los encuentros se decide por sorteo antes de empezar la competición y la clasificación final se establece teniendo en cuenta los puntos obtenidos en cada enfrentamiento, a razón de tres por partido ganado, uno por empate y ninguno en caso de derrota.

### Clasificación para competiciones europeas
Los dos mejores equipos se clasificarán para la Liga de Campeones de la UEFA 2026-27. El campeón de la Copa de Portugal 2025-26 y el siguiente mejor equipo ubicado no clasificados a la Liga de Campeones de la UEFA 2026-27 clasificarán a la Liga Europa de la UEFA 2026-27. El siguiente mejor equipo ubicado y no clasificado a la Liga de Campeones de la UEFA 2026-27 y a la Liga Europa de la UEFA 2026-27 clasificará a la Liga Conferencia de la UEFA 2026-27 y los últimos dos descenderán a la Liga Portugal 2 Meu Super 2026-27.
No obstante, esta distribución se puede ver alterada si alguno de los equipos que han obtenido una plaza en alguna competición europea a través de las competiciones nacionales hubiera obtenido una plaza diferente tras la consecución de algún título europeo en la misma temporada, o hubiera obtenido dos plazas distintas en competiciones nacionales (una a través de la Liga y otra a través de la Copa), provocando así las siguientes dos excepciones:
- Excepción de la Copa de Portugal: Si un equipo obtiene una plaza para la Liga Europa de la UEFA por ganar la Copa de Portugal, pero finaliza la temporada entre los dos primeros clasificados de la Liga Portugal Betclic, la plaza obtenida en Copa pasa al tercer clasificado, siendo el equipo clasificado en quinto lugar quien acceda a la plaza de la Liga Conferencia de la UEFA.

## Relevos
| Pos. | Descendidos a Liga Portugal 2 Meu Super |
| ---- | --------------------------------------- |
| 17.º | Farense                                 |
| 18.º | Boavista                                |

| Pos. | Ascendidos de Liga Portugal 2 Meu Super |
| ---- | --------------------------------------- |
| 1.º  | Tondela                                 |
| 2.º  | Alverca                                 |

## Información
| Equipo            | Ciudad              | Entrenador             | Estadio                                       | Capacidad | Proveedor   |
| ----------------- | ------------------- | ---------------------- | --------------------------------------------- | --------- | ----------- |
| Alverca           | Alverca do Ribatejo | Custódio Castro        | Complexo Desportivo FC Alverca                | 7 705     | Kappa       |
| Arouca            | Arouca              | Vasco Seabra           | Estádio Municipal de Arouca                   | 5 600     | Skita       |
| AVS               | Vila das Aves       | José Mota              | Estádio do CD Aves                            | 6 230     | Adidas      |
| Benfica           | Lisboa              | Bruno Lage             | Estádio da Luz                                | 68 100    | Adidas      |
| Casa Pia          | Lisboa              | João Pereira           | Estádio Municipal de Rio Maior                | 7 000     | Adidas      |
| Estoril           | Estoril             | Ian Cathro             | Estádio António Coimbra da Mota               | 8 000     | Kappa       |
| Estrela           | Amadora             | José Augusto Faria     | Estádio José Gomes                            | 9 288     | Umbro       |
| Famalicão         | Famalicão           | Hugo Oliveira          | Estádio Municipal 22 de Junho                 | 5 307     | Macron      |
| Gil Vicente       | Barcelos            | César Peixoto          | Estádio Cidade de Barcelos                    | 12 504    | Lacatoni    |
| Moreirense        | Moreira de Cónegos  | Vasco Botelho da Costa | Estádio Comendador Joaquim de Almeida Freitas | 6 150     | CDT         |
| Nacional          | Funchal             | Tiago Margarido        | Estádio da Madeira                            | 5 200     | Hummel      |
| Porto             | Oporto              | Francesco Farioli      | Estádio do Dragão                             | 50 033    | New Balance |
| Rio Ave           | Vila do Conde       | Sotiris Silaidopoulos  | Estadio dos Arcos                             | 5 300     | Puma        |
| Santa Clara       | Ponta Delgada       | Vasco Matos            | Estádio de São Miguel                         | 12 500    | Umbro       |
| Sporting Braga    | Braga               | Carlos Vicens          | Estádio Municipal de Braga                    | 30 360    | Puma        |
| Sporting Lisboa   | Lisboa              | Rui Borges             | Estádio José Alvalade                         | 50 095    | Nike        |
| Tondela           | Tondela             | Luís Pinto             | Estádio João Cardoso                          | 5 000     | CDT         |
| Vitória Guimarães | Guimarães           | Luís Freire            | Estádio D. Afonso Henriques                   | 30 029    | Macron      |

### Cambios de entrenadores
| Equipo         | Entrenador (Jornadas)  | Fecha de vacante   | Tipo de salida  | Posición en la tabla | Entrenador entrante    | Fecha de nombramiento |
| -------------- | ---------------------- | ------------------ | --------------- | -------------------- | ---------------------- | --------------------- |
| Rio Ave        | Petit                  | 14 de mayo de 2025 | Fin de contrato | Pretemporada         | Sotiris Silaidopoulos  | 27 de junio de 2025   |
| Moreirense     | Cristiano Bacci        | 19 de mayo de 2025 | Fin de contrato | Pretemporada         | Vasco Botelho da Costa | 5 de junio de 2025    |
| Sporting Braga | Carlos Carvalhal       | 21 de mayo de 2025 | Mutuo acuerdo   | Pretemporada         | Carlos Vicens          | 30 de mayo de 2025    |
| Alverca        | Vasco Botelho da Costa | 24 de mayo de 2025 | Fin de contrato | Pretemporada         | Custódio Castro        | 16 de junio de 2025   |
| Porto          | Martín Anselmi         | 1 de julio de 2025 | Despedido       | Pretemporada         | Francesco Farioli      | 6 de julio de 2025    |

## Localización
| Región  | N.º | Equipos                                                                |
| ------- | --- | ---------------------------------------------------------------------- |
| Lisboa  | 6   | Alverca, Benfica, Casa Pia, Estoril, Estrela y Sporting Lisboa         |
| Braga   | 5   | Famalicão, Gil Vicente, Moreirense, Sporting Braga y Vitória Guimarães |
| Oporto  | 3   | AVS, Porto y Rio Ave                                                   |
| Aveiro  | 1   | Arouca                                                                 |
| Azores  | 1   | Santa Clara                                                            |
| Madeira | 1   | Nacional                                                               |
| Viseo   | 1   | Tondela                                                                |

## Clasificación
| Pos. | Equipo            | Pts. | PJ | G | E | P | GF | GC | Dif. | Clasificación 2026-27                                |
| ---- | ----------------- | ---- | -- | - | - | - | -- | -- | ---- | ---------------------------------------------------- |
| 1    | Sporting Lisboa   | 6    | 2  | 2 | 0 | 0 | 8  | 0  | +8   | Fase de liga de la Liga de Campeones                 |
| 2    | Sporting Braga    | 6    | 2  | 2 | 0 | 0 | 6  | 0  | +6   | Tercera ronda clasificatoria de la Liga de Campeones |
| 3    | Porto             | 6    | 2  | 2 | 0 | 0 | 5  | 0  | +5   | Segunda ronda clasificatoria de la Liga Europa       |
| 4    | Famalicão         | 6    | 2  | 2 | 0 | 0 | 4  | 0  | +4   | Segunda ronda clasificatoria de la Liga Conferencia  |
| 5    | Moreirense        | 6    | 2  | 2 | 0 | 0 | 3  | 1  | +2   |                                                      |
| 6    | Benfica           | 3    | 1  | 1 | 0 | 0 | 1  | 0  | +1   |                                                      |
| 7    | Casa Pia          | 3    | 2  | 1 | 0 | 1 | 2  | 2  | 0    |                                                      |
| 8    | Gil Vicente       | 3    | 2  | 1 | 0 | 1 | 2  | 2  | 0    |                                                      |
| 9    | Vitória Guimarães | 3    | 2  | 1 | 0 | 1 | 3  | 5  | −2   |                                                      |
| 10   | Arouca            | 3    | 2  | 1 | 0 | 1 | 3  | 7  | −4   |                                                      |
| 11   | Rio Ave           | 1    | 1  | 0 | 1 | 0 | 1  | 1  | 0    |                                                      |
| 12   | Estoril           | 1    | 2  | 0 | 1 | 1 | 3  | 4  | −1   |                                                      |
| 13   | Estrela           | 1    | 2  | 0 | 1 | 1 | 1  | 2  | −1   |                                                      |
| 14   | Nacional          | 1    | 2  | 0 | 1 | 1 | 1  | 3  | −2   |                                                      |
| 15   | Alverca           | 0    | 2  | 0 | 0 | 2 | 1  | 5  | −4   |                                                      |
| 16   | AVS               | 0    | 2  | 0 | 0 | 2 | 1  | 5  | −4   | Play-offs de promoción de categoría                  |
| 17   | Santa Clara       | 0    | 2  | 0 | 0 | 2 | 0  | 4  | −4   | Descenso a la Liga Portugal 2 Meu Super              |
| 18   | Tondela           | 0    | 2  | 0 | 0 | 2 | 0  | 4  | −4   | Descenso a la Liga Portugal 2 Meu Super              |

Actualizado a los partidos jugados el 18 de agosto de 2025.
 Fuente: Liga Portugal Betclic
Criterios de clasificación: Puntos · Puntos en enfrentamientos directos · Diferencia de goles en enfrentamientos directos · Diferencia de goles · Victorias · Goles a favor · Play Off

## Evolución de la clasificación
| Equipo            | 01  | 02  | 03 | 04 | 05 | 06 | 07 | 08 | 09 | 10 | 11 | 12 | 13 | 14 | 15 | 16 | 17 | 18 | 19 | 20 | 21 | 22 | 23 | 24 | 25 | 26 | 27 | 28 | 29 | 30 | 31 | 32 | 33 | 34 |
| ----------------- | --- | --- | -- | -- | -- | -- | -- | -- | -- | -- | -- | -- | -- | -- | -- | -- | -- | -- | -- | -- | -- | -- | -- | -- | -- | -- | -- | -- | -- | -- | -- | -- | -- | -- |
| Sporting Lisboa   | 6   | 1   |    |    |    |    |    |    |    |    |    |    |    |    |    |    |    |    |    |    |    |    |    |    |    |    |    |    |    |    |    |    |    |    |
| Sporting Braga    | 3   | 2   |    |    |    |    |    |    |    |    |    |    |    |    |    |    |    |    |    |    |    |    |    |    |    |    |    |    |    |    |    |    |    |    |
| Porto             | 2   | 3   |    |    |    |    |    |    |    |    |    |    |    |    |    |    |    |    |    |    |    |    |    |    |    |    |    |    |    |    |    |    |    |    |
| Famalicão         | 1   | 4   |    |    |    |    |    |    |    |    |    |    |    |    |    |    |    |    |    |    |    |    |    |    |    |    |    |    |    |    |    |    |    |    |
| Moreirense        | 7   | 5   |    |    |    |    |    |    |    |    |    |    |    |    |    |    |    |    |    |    |    |    |    |    |    |    |    |    |    |    |    |    |    |    |
| Benfica           | 10* | 6*  |    |    |    |    |    |    |    |    |    |    |    |    |    |    |    |    |    |    |    |    |    |    |    |    |    |    |    |    |    |    |    |    |
| Casa Pia          | 14  | 7   |    |    |    |    |    |    |    |    |    |    |    |    |    |    |    |    |    |    |    |    |    |    |    |    |    |    |    |    |    |    |    |    |
| Gil Vicente       | 5   | 8   |    |    |    |    |    |    |    |    |    |    |    |    |    |    |    |    |    |    |    |    |    |    |    |    |    |    |    |    |    |    |    |    |
| Vitória Guimarães | 18  | 9   |    |    |    |    |    |    |    |    |    |    |    |    |    |    |    |    |    |    |    |    |    |    |    |    |    |    |    |    |    |    |    |    |
| Arouca            | 4   | 10  |    |    |    |    |    |    |    |    |    |    |    |    |    |    |    |    |    |    |    |    |    |    |    |    |    |    |    |    |    |    |    |    |
| Rio Ave           | 11* | 11* |    |    |    |    |    |    |    |    |    |    |    |    |    |    |    |    |    |    |    |    |    |    |    |    |    |    |    |    |    |    |    |    |
| Estoril           | 8   | 12  |    |    |    |    |    |    |    |    |    |    |    |    |    |    |    |    |    |    |    |    |    |    |    |    |    |    |    |    |    |    |    |    |
| Estrela           | 9   | 13  |    |    |    |    |    |    |    |    |    |    |    |    |    |    |    |    |    |    |    |    |    |    |    |    |    |    |    |    |    |    |    |    |
| Nacional          | 15  | 14  |    |    |    |    |    |    |    |    |    |    |    |    |    |    |    |    |    |    |    |    |    |    |    |    |    |    |    |    |    |    |    |    |
| Alverca           | 12  | 15  |    |    |    |    |    |    |    |    |    |    |    |    |    |    |    |    |    |    |    |    |    |    |    |    |    |    |    |    |    |    |    |    |
| AVS               | 13  | 16  |    |    |    |    |    |    |    |    |    |    |    |    |    |    |    |    |    |    |    |    |    |    |    |    |    |    |    |    |    |    |    |    |
| Santa Clara       | 16  | 17  |    |    |    |    |    |    |    |    |    |    |    |    |    |    |    |    |    |    |    |    |    |    |    |    |    |    |    |    |    |    |    |    |
| Tondela           | 17  | 18  |    |    |    |    |    |    |    |    |    |    |    |    |    |    |    |    |    |    |    |    |    |    |    |    |    |    |    |    |    |    |    |    |

(*) Indica la posición del equipo con un partido pendiente

## Resultados

### Primera vuelta
| Jornada 1      | Jornada 1 | Jornada 1         | Jornada 1                                     | Jornada 1        | Jornada 1 | Jornada 1    |
| Local          | Resultado | Visitante         | Estadio                                       | Fecha            | Hora      | Espectadores |
| -------------- | --------- | ----------------- | --------------------------------------------- | ---------------- | --------- | ------------ |
| Casa Pia       | 0 – 2     | Sporting Lisboa   | Estádio Municipal de Rio Maior                | 8 de agosto      | 20:15     | 6 981        |
| Nacional       | 0 – 2     | Gil Vicente       | Estádio da Madeira                            | 9 de agosto      | 15:30     | 1 663        |
| Arouca         | 3 – 1     | AVS               | Estádio Municipal de Arouca                   | 9 de agosto      | 20:30     | 2 003        |
| Famalicão      | 3 – 0     | Santa Clara       | Estádio Municipal 22 de Junho                 | 10 de agosto     | 17:00     | 4 300        |
| Moreirense     | 2 – 1     | Alverca           | Estádio Comendador Joaquim de Almeida Freitas | 10 de agosto     | 20:30     | 2 550        |
| Sporting Braga | 3 – 0     | Tondela           | Estádio Municipal de Braga                    | 10 de agosto     | 20:30     | 17 174       |
| Estoril        | 1 – 1     | Estrela           | Estádio António Coimbra da Mota               | 11 de agosto     | 18:45     | 2 781        |
| Porto          | 3 – 0     | Vitória Guimarães | Estádio do Dragão                             | 11 de agosto     | 20:45     | 48 534       |
| Benfica        | v.s.      | Rio Ave           | Estádio da Luz                                | 23 de septiembre | 20:15     | T.B.D        |

| Jornada 2         | Jornada 2 | Jornada 2      | Jornada 2                      | Jornada 2    | Jornada 2 | Jornada 2    |
| Local             | Resultado | Visitante      | Estadio                        | Fecha        | Hora      | Espectadores |
| ----------------- | --------- | -------------- | ------------------------------ | ------------ | --------- | ------------ |
| AVS               | 0 – 2     | Casa Pia       | Estádio do CD Aves             | 15 de agosto | 15:30     | 1 225        |
| Tondela           | 0 – 1     | Famalicão      | Estádio João Cardoso           | 16 de agosto | 15:30     | 532          |
| Vitória Guimarães | 3 – 2     | Estoril        | Estádio D. Afonso Henriques    | 16 de agosto | 18:00     | 18 926       |
| Estrela           | 0 – 1     | Benfica        | Estádio José Gomes             | 16 de agosto | 20:30     | 6 249        |
| Rio Ave           | 1 – 1     | Nacional       | Estadio dos Arcos              | 17 de agosto | 15:30     | 2 452        |
| Alverca           | 0 – 3     | Sporting Braga | Complexo Desportivo FC Alverca | 17 de agosto | 18:00     | 2 776        |
| Santa Clara       | 0 – 1     | Moreirense     | Estádio de São Miguel          | 17 de agosto | 18:00     | 1 695        |
| Sporting Lisboa   | 6 – 0     | Arouca         | Estádio José Alvalade          | 17 de agosto | 20:30     | 41 986       |
| Gil Vicente       | 0 – 2     | Porto          | Estádio Cidade de Barcelos     | 18 de agosto | 20:15     | 11 066       |

| Jornada 3      | Jornada 3 | Jornada 3         | Jornada 3                                     | Jornada 3    | Jornada 3   | Jornada 3    |
| Local          | Resultado | Visitante         | Estadio                                       | Fecha        | Hora        | Espectadores |
| -------------- | --------- | ----------------- | --------------------------------------------- | ------------ | ----------- | ------------ |
| Arouca         | v.s.      | Rio Ave           | Estádio Municipal de Arouca                   | 24 de agosto | Por definir | T.B.D        |
| Benfica        | v.s.      | Tondela           | Estádio da Luz                                | 24 de agosto | Por definir | T.B.D        |
| Estoril        | v.s.      | Santa Clara       | Estádio António Coimbra da Mota               | 24 de agosto | Por definir | T.B.D        |
| Estrela        | v.s.      | Alverca           | Estádio José Gomes                            | 24 de agosto | Por definir | T.B.D        |
| Famalicão      | v.s.      | Gil Vicente       | Estádio Municipal 22 de Junho                 | 24 de agosto | Por definir | T.B.D        |
| Moreirense     | v.s.      | Vitória Guimarães | Estádio Comendador Joaquim de Almeida Freitas | 24 de agosto | Por definir | T.B.D        |
| Nacional       | v.s.      | Sporting Lisboa   | Estádio da Madeira                            | 24 de agosto | Por definir | T.B.D        |
| Porto          | v.s.      | Casa Pia          | Estádio do Dragão                             | 24 de agosto | Por definir | T.B.D        |
| Sporting Braga | v.s.      | AVS               | Estádio Municipal de Braga                    | 24 de agosto | Por definir | T.B.D        |

| Jornada 4         | Jornada 4 | Jornada 4      | Jornada 4                      | Jornada 4    | Jornada 4   | Jornada 4    |
| Local             | Resultado | Visitante      | Estadio                        | Fecha        | Hora        | Espectadores |
| ----------------- | --------- | -------------- | ------------------------------ | ------------ | ----------- | ------------ |
| Alverca           | v.s.      | Benfica        | Complexo Desportivo FC Alverca | 31 de agosto | Por definir | T.B.D        |
| AVS               | v.s.      | Famalicão      | Estádio do CD Aves             | 31 de agosto | Por definir | T.B.D        |
| Casa Pia          | v.s.      | Nacional       | Estádio Municipal de Rio Maior | 31 de agosto | Por definir | T.B.D        |
| Gil Vicente       | v.s.      | Moreirense     | Estádio Cidade de Barcelos     | 31 de agosto | Por definir | T.B.D        |
| Rio Ave           | v.s.      | Sporting Braga | Estadio dos Arcos              | 31 de agosto | Por definir | T.B.D        |
| Santa Clara       | v.s.      | Estrela        | Estádio de São Miguel          | 31 de agosto | Por definir | T.B.D        |
| Sporting Lisboa   | v.s.      | Porto          | Estádio José Alvalade          | 31 de agosto | Por definir | T.B.D        |
| Tondela           | v.s.      | Estoril        | Estádio João Cardoso           | 31 de agosto | Por definir | T.B.D        |
| Vitória Guimarães | v.s.      | Arouca         | Estádio D. Afonso Henriques    | 31 de agosto | Por definir | T.B.D        |

| Jornada 5      | Jornada 5 | Jornada 5         | Jornada 5                                     | Jornada 5        | Jornada 5   | Jornada 5    |
| Local          | Resultado | Visitante         | Estadio                                       | Fecha            | Hora        | Espectadores |
| -------------- | --------- | ----------------- | --------------------------------------------- | ---------------- | ----------- | ------------ |
| Alverca        | v.s.      | Tondela           | Complexo Desportivo FC Alverca                | 14 de septiembre | Por definir | T.B.D        |
| Arouca         | v.s.      | Casa Pia          | Estádio Municipal de Arouca                   | 14 de septiembre | Por definir | T.B.D        |
| Benfica        | v.s.      | Santa Clara       | Estádio da Luz                                | 14 de septiembre | Por definir | T.B.D        |
| Estoril        | v.s.      | AVS               | Estádio António Coimbra da Mota               | 14 de septiembre | Por definir | T.B.D        |
| Estrela        | v.s.      | Vitória Guimarães | Estádio José Gomes                            | 14 de septiembre | Por definir | T.B.D        |
| Famalicão      | v.s.      | Sporting Lisboa   | Estádio Municipal 22 de Junho                 | 14 de septiembre | Por definir | T.B.D        |
| Moreirense     | v.s.      | Rio Ave           | Estádio Comendador Joaquim de Almeida Freitas | 14 de septiembre | Por definir | T.B.D        |
| Porto          | v.s.      | Nacional          | Estádio do Dragão                             | 14 de septiembre | Por definir | T.B.D        |
| Sporting Braga | v.s.      | Gil Vicente       | Estádio Municipal de Braga                    | 14 de septiembre | Por definir | T.B.D        |

| Jornada 6         | Jornada 6 | Jornada 6      | Jornada 6                      | Jornada 6        | Jornada 6   | Jornada 6    |
| Local             | Resultado | Visitante      | Estadio                        | Fecha            | Hora        | Espectadores |
| ----------------- | --------- | -------------- | ------------------------------ | ---------------- | ----------- | ------------ |
| AVS               | v.s.      | Benfica        | Estádio do CD Aves             | 21 de septiembre | Por definir | T.B.D        |
| Casa Pia          | v.s.      | Famalicão      | Estádio Municipal de Rio Maior | 21 de septiembre | Por definir | T.B.D        |
| Gil Vicente       | v.s.      | Estoril        | Estádio Cidade de Barcelos     | 21 de septiembre | Por definir | T.B.D        |
| Nacional          | v.s.      | Arouca         | Estádio da Madeira             | 21 de septiembre | Por definir | T.B.D        |
| Rio Ave           | v.s.      | Porto          | Estadio dos Arcos              | 21 de septiembre | Por definir | T.B.D        |
| Santa Clara       | v.s.      | Alverca        | Estádio de São Miguel          | 21 de septiembre | Por definir | T.B.D        |
| Sporting Lisboa   | v.s.      | Moreirense     | Estádio José Alvalade          | 21 de septiembre | Por definir | T.B.D        |
| Tondela           | v.s.      | Estrela        | Estádio João Cardoso           | 21 de septiembre | Por definir | T.B.D        |
| Vitória Guimarães | v.s.      | Sporting Braga | Estádio D. Afonso Henriques    | 21 de septiembre | Por definir | T.B.D        |

| Jornada 7      | Jornada 7 | Jornada 7         | Jornada 7                                     | Jornada 7        | Jornada 7   | Jornada 7    |
| Local          | Resultado | Visitante         | Estadio                                       | Fecha            | Hora        | Espectadores |
| -------------- | --------- | ----------------- | --------------------------------------------- | ---------------- | ----------- | ------------ |
| Alverca        | v.s.      | Vitória Guimarães | Complexo Desportivo FC Alverca                | 28 de septiembre | Por definir | T.B.D        |
| Arouca         | v.s.      | Porto             | Estádio Municipal de Arouca                   | 28 de septiembre | Por definir | T.B.D        |
| Benfica        | v.s.      | Gil Vicente       | Estádio da Luz                                | 28 de septiembre | Por definir | T.B.D        |
| Estoril        | v.s.      | Sporting Lisboa   | Estádio António Coimbra da Mota               | 28 de septiembre | Por definir | T.B.D        |
| Estrela        | v.s.      | AVS               | Estádio José Gomes                            | 28 de septiembre | Por definir | T.B.D        |
| Famalicão      | v.s.      | Rio Ave           | Estádio Municipal 22 de Junho                 | 28 de septiembre | Por definir | T.B.D        |
| Moreirense     | v.s.      | Casa Pia          | Estádio Comendador Joaquim de Almeida Freitas | 28 de septiembre | Por definir | T.B.D        |
| Santa Clara    | v.s.      | Tondela           | Estádio de São Miguel                         | 28 de septiembre | Por definir | T.B.D        |
| Sporting Braga | v.s.      | Nacional          | Estádio Municipal de Braga                    | 28 de septiembre | Por definir | T.B.D        |

| Jornada 8         | Jornada 8 | Jornada 8      | Jornada 8                      | Jornada 8    | Jornada 8   | Jornada 8    |
| Local             | Resultado | Visitante      | Estadio                        | Fecha        | Hora        | Espectadores |
| ----------------- | --------- | -------------- | ------------------------------ | ------------ | ----------- | ------------ |
| Arouca            | v.s.      | Famalicão      | Estádio Municipal de Arouca    | 5 de octubre | Por definir | T.B.D        |
| AVS               | v.s.      | Alverca        | Estádio do CD Aves             | 5 de octubre | Por definir | T.B.D        |
| Casa Pia          | v.s.      | Estoril        | Estádio Municipal de Rio Maior | 5 de octubre | Por definir | T.B.D        |
| Gil Vicente       | v.s.      | Estrela        | Estádio Cidade de Barcelos     | 5 de octubre | Por definir | T.B.D        |
| Nacional          | v.s.      | Moreirense     | Estádio da Madeira             | 5 de octubre | Por definir | T.B.D        |
| Porto             | v.s.      | Benfica        | Estádio do Dragão              | 5 de octubre | Por definir | T.B.D        |
| Rio Ave           | v.s.      | Tondela        | Estadio dos Arcos              | 5 de octubre | Por definir | T.B.D        |
| Sporting Lisboa   | v.s.      | Sporting Braga | Estádio José Alvalade          | 5 de octubre | Por definir | T.B.D        |
| Vitória Guimarães | v.s.      | Santa Clara    | Estádio D. Afonso Henriques    | 5 de octubre | Por definir | T.B.D        |

| Jornada 9      | Jornada 9 | Jornada 9         | Jornada 9                                     | Jornada 9     | Jornada 9   | Jornada 9    |
| Local          | Resultado | Visitante         | Estadio                                       | Fecha         | Hora        | Espectadores |
| -------------- | --------- | ----------------- | --------------------------------------------- | ------------- | ----------- | ------------ |
| Alverca        | v.s.      | Gil Vicente       | Complexo Desportivo FC Alverca                | 26 de octubre | Por definir | T.B.D        |
| Benfica        | v.s.      | Arouca            | Estádio da Luz                                | 26 de octubre | Por definir | T.B.D        |
| Estoril        | v.s.      | Nacional          | Estádio António Coimbra da Mota               | 26 de octubre | Por definir | T.B.D        |
| Estrela        | v.s.      | Rio Ave           | Estádio José Gomes                            | 26 de octubre | Por definir | T.B.D        |
| Famalicão      | v.s.      | Vitória Guimarães | Estádio Municipal 22 de Junho                 | 26 de octubre | Por definir | T.B.D        |
| Moreirense     | v.s.      | Porto             | Estádio Comendador Joaquim de Almeida Freitas | 26 de octubre | Por definir | T.B.D        |
| Santa Clara    | v.s.      | AVS               | Estádio de São Miguel                         | 26 de octubre | Por definir | T.B.D        |
| Sporting Braga | v.s.      | Casa Pia          | Estádio Municipal de Braga                    | 26 de octubre | Por definir | T.B.D        |
| Tondela        | v.s.      | Sporting Lisboa   | Estádio João Cardoso                          | 26 de octubre | Por definir | T.B.D        |

| Jornada 10        | Jornada 10 | Jornada 10     | Jornada 10                     | Jornada 10     | Jornada 10  | Jornada 10   |
| Local             | Resultado  | Visitante      | Estadio                        | Fecha          | Hora        | Espectadores |
| ----------------- | ---------- | -------------- | ------------------------------ | -------------- | ----------- | ------------ |
| Arouca            | v.s.       | Moreirense     | Estádio Municipal de Arouca    | 2 de noviembre | Por definir | T.B.D        |
| AVS               | v.s.       | Tondela        | Estádio do CD Aves             | 2 de noviembre | Por definir | T.B.D        |
| Casa Pia          | v.s.       | Estrela        | Estádio Municipal de Rio Maior | 2 de noviembre | Por definir | T.B.D        |
| Gil Vicente       | v.s.       | Santa Clara    | Estádio Cidade de Barcelos     | 2 de noviembre | Por definir | T.B.D        |
| Nacional          | v.s.       | Famalicão      | Estádio da Madeira             | 2 de noviembre | Por definir | T.B.D        |
| Porto             | v.s.       | Sporting Braga | Estádio do Dragão              | 2 de noviembre | Por definir | T.B.D        |
| Rio Ave           | v.s.       | Estoril        | Estadio dos Arcos              | 2 de noviembre | Por definir | T.B.D        |
| Sporting Lisboa   | v.s.       | Alverca        | Estádio José Alvalade          | 2 de noviembre | Por definir | T.B.D        |
| Vitória Guimarães | v.s.       | Benfica        | Estádio D. Afonso Henriques    | 2 de noviembre | Por definir | T.B.D        |

| Jornada 11     | Jornada 11 | Jornada 11        | Jornada 11                      | Jornada 11     | Jornada 11  | Jornada 11   |
| Local          | Resultado  | Visitante         | Estadio                         | Fecha          | Hora        | Espectadores |
| -------------- | ---------- | ----------------- | ------------------------------- | -------------- | ----------- | ------------ |
| Alverca        | v.s.       | Rio Ave           | Complexo Desportivo FC Alverca  | 9 de noviembre | Por definir | T.B.D        |
| AVS            | v.s.       | Gil Vicente       | Estádio do CD Aves              | 9 de noviembre | Por definir | T.B.D        |
| Benfica        | v.s.       | Casa Pia          | Estádio da Luz                  | 9 de noviembre | Por definir | T.B.D        |
| Estoril        | v.s.       | Arouca            | Estádio António Coimbra da Mota | 9 de noviembre | Por definir | T.B.D        |
| Estrela        | v.s.       | Nacional          | Estádio José Gomes              | 9 de noviembre | Por definir | T.B.D        |
| Famalicão      | v.s.       | Porto             | Estádio Municipal 22 de Junho   | 9 de noviembre | Por definir | T.B.D        |
| Santa Clara    | v.s.       | Sporting Lisboa   | Estádio de São Miguel           | 9 de noviembre | Por definir | T.B.D        |
| Sporting Braga | v.s.       | Moreirense        | Estádio Municipal de Braga      | 9 de noviembre | Por definir | T.B.D        |
| Tondela        | v.s.       | Vitória Guimarães | Estádio João Cardoso            | 9 de noviembre | Por definir | T.B.D        |

| Jornada 12        | Jornada 12 | Jornada 12     | Jornada 12                                    | Jornada 12      | Jornada 12  | Jornada 12   |
| Local             | Resultado  | Visitante      | Estadio                                       | Fecha           | Hora        | Espectadores |
| ----------------- | ---------- | -------------- | --------------------------------------------- | --------------- | ----------- | ------------ |
| Arouca            | v.s.       | Sporting Braga | Estádio Municipal de Arouca                   | 30 de noviembre | Por definir | T.B.D        |
| Casa Pia          | v.s.       | Alverca        | Estádio Municipal de Rio Maior                | 30 de noviembre | Por definir | T.B.D        |
| Gil Vicente       | v.s.       | Tondela        | Estádio Cidade de Barcelos                    | 30 de noviembre | Por definir | T.B.D        |
| Moreirense        | v.s.       | Famalicão      | Estádio Comendador Joaquim de Almeida Freitas | 30 de noviembre | Por definir | T.B.D        |
| Nacional          | v.s.       | Benfica        | Estádio da Madeira                            | 30 de noviembre | Por definir | T.B.D        |
| Porto             | v.s.       | Estoril        | Estádio do Dragão                             | 30 de noviembre | Por definir | T.B.D        |
| Rio Ave           | v.s.       | Santa Clara    | Estadio dos Arcos                             | 30 de noviembre | Por definir | T.B.D        |
| Sporting Lisboa   | v.s.       | Estrela        | Estádio José Alvalade                         | 30 de noviembre | Por definir | T.B.D        |
| Vitória Guimarães | v.s.       | AVS            | Estádio D. Afonso Henriques                   | 30 de noviembre | Por definir | T.B.D        |

| Jornada 13        | Jornada 13 | Jornada 13      | Jornada 13                      | Jornada 13     | Jornada 13  | Jornada 13   |
| Local             | Resultado  | Visitante       | Estadio                         | Fecha          | Hora        | Espectadores |
| ----------------- | ---------- | --------------- | ------------------------------- | -------------- | ----------- | ------------ |
| Alverca           | v.s.       | Nacional        | Complexo Desportivo FC Alverca  | 7 de diciembre | Por definir | T.B.D        |
| AVS               | v.s.       | Rio Ave         | Estádio do CD Aves              | 7 de diciembre | Por definir | T.B.D        |
| Benfica           | v.s.       | Sporting Lisboa | Estádio da Luz                  | 7 de diciembre | Por definir | T.B.D        |
| Estoril           | v.s.       | Moreirense      | Estádio António Coimbra da Mota | 7 de diciembre | Por definir | T.B.D        |
| Estrela           | v.s.       | Arouca          | Estádio José Gomes              | 7 de diciembre | Por definir | T.B.D        |
| Famalicão         | v.s.       | Sporting Braga  | Estádio Municipal 22 de Junho   | 7 de diciembre | Por definir | T.B.D        |
| Santa Clara       | v.s.       | Casa Pia        | Estádio de São Miguel           | 7 de diciembre | Por definir | T.B.D        |
| Tondela           | v.s.       | Porto           | Estádio João Cardoso            | 7 de diciembre | Por definir | T.B.D        |
| Vitória Guimarães | v.s.       | Gil Vicente     | Estádio D. Afonso Henriques     | 7 de diciembre | Por definir | T.B.D        |

| Jornada 14      | Jornada 14 | Jornada 14        | Jornada 14                                    | Jornada 14      | Jornada 14  | Jornada 14   |
| Local           | Resultado  | Visitante         | Estadio                                       | Fecha           | Hora        | Espectadores |
| --------------- | ---------- | ----------------- | --------------------------------------------- | --------------- | ----------- | ------------ |
| Arouca          | v.s.       | Alverca           | Estádio Municipal de Arouca                   | 14 de diciembre | Por definir | T.B.D        |
| Casa Pia        | v.s.       | Gil Vicente       | Estádio Municipal de Rio Maior                | 14 de diciembre | Por definir | T.B.D        |
| Famalicão       | v.s.       | Estoril           | Estádio Municipal 22 de Junho                 | 14 de diciembre | Por definir | T.B.D        |
| Moreirense      | v.s.       | Benfica           | Estádio Comendador Joaquim de Almeida Freitas | 14 de diciembre | Por definir | T.B.D        |
| Nacional        | v.s.       | Tondela           | Estádio da Madeira                            | 14 de diciembre | Por definir | T.B.D        |
| Porto           | v.s.       | Estrela           | Estádio do Dragão                             | 14 de diciembre | Por definir | T.B.D        |
| Rio Ave         | v.s.       | Vitória Guimarães | Estadio dos Arcos                             | 14 de diciembre | Por definir | T.B.D        |
| Sporting Braga  | v.s.       | Santa Clara       | Estádio Municipal de Braga                    | 14 de diciembre | Por definir | T.B.D        |
| Sporting Lisboa | v.s.       | AVS               | Estádio José Alvalade                         | 14 de diciembre | Por definir | T.B.D        |

| Jornada 15        | Jornada 15 | Jornada 15      | Jornada 15                      | Jornada 15      | Jornada 15  | Jornada 15   |
| Local             | Resultado  | Visitante       | Estadio                         | Fecha           | Hora        | Espectadores |
| ----------------- | ---------- | --------------- | ------------------------------- | --------------- | ----------- | ------------ |
| Alverca           | v.s.       | Porto           | Complexo Desportivo FC Alverca  | 21 de diciembre | Por definir | T.B.D        |
| AVS               | v.s.       | Nacional        | Estádio do CD Aves              | 21 de diciembre | Por definir | T.B.D        |
| Benfica           | v.s.       | Famalicão       | Estádio da Luz                  | 21 de diciembre | Por definir | T.B.D        |
| Estoril           | v.s.       | Sporting Braga  | Estádio António Coimbra da Mota | 21 de diciembre | Por definir | T.B.D        |
| Estrela           | v.s.       | Moreirense      | Estádio José Gomes              | 21 de diciembre | Por definir | T.B.D        |
| Gil Vicente       | v.s.       | Rio Ave         | Estádio Cidade de Barcelos      | 21 de diciembre | Por definir | T.B.D        |
| Santa Clara       | v.s.       | Arouca          | Estádio de São Miguel           | 21 de diciembre | Por definir | T.B.D        |
| Tondela           | v.s.       | Casa Pia        | Estádio João Cardoso            | 21 de diciembre | Por definir | T.B.D        |
| Vitória Guimarães | v.s.       | Sporting Lisboa | Estádio D. Afonso Henriques     | 21 de diciembre | Por definir | T.B.D        |

| Jornada 16      | Jornada 16 | Jornada 16        | Jornada 16                                    | Jornada 16      | Jornada 16  | Jornada 16   |
| Local           | Resultado  | Visitante         | Estadio                                       | Fecha           | Hora        | Espectadores |
| --------------- | ---------- | ----------------- | --------------------------------------------- | --------------- | ----------- | ------------ |
| Arouca          | v.s.       | Gil Vicente       | Estádio Municipal de Arouca                   | 28 de diciembre | Por definir | T.B.D        |
| Casa Pia        | v.s.       | Vitória Guimarães | Estádio Municipal de Rio Maior                | 28 de diciembre | Por definir | T.B.D        |
| Estoril         | v.s.       | Alverca           | Estádio António Coimbra da Mota               | 28 de diciembre | Por definir | T.B.D        |
| Famalicão       | v.s.       | Estrela           | Estádio Municipal 22 de Junho                 | 28 de diciembre | Por definir | T.B.D        |
| Moreirense      | v.s.       | Tondela           | Estádio Comendador Joaquim de Almeida Freitas | 28 de diciembre | Por definir | T.B.D        |
| Nacional        | v.s.       | Santa Clara       | Estádio da Madeira                            | 28 de diciembre | Por definir | T.B.D        |
| Porto           | v.s.       | AVS               | Estádio do Dragão                             | 28 de diciembre | Por definir | T.B.D        |
| Sporting Braga  | v.s.       | Benfica           | Estádio Municipal de Braga                    | 28 de diciembre | Por definir | T.B.D        |
| Sporting Lisboa | v.s.       | Rio Ave           | Estádio José Alvalade                         | 28 de diciembre | Por definir | T.B.D        |

| Jornada 17        | Jornada 17 | Jornada 17      | Jornada 17                     | Jornada 17 | Jornada 17  | Jornada 17   |
| Local             | Resultado  | Visitante       | Estadio                        | Fecha      | Hora        | Espectadores |
| ----------------- | ---------- | --------------- | ------------------------------ | ---------- | ----------- | ------------ |
| Alverca           | v.s.       | Famalicão       | Complexo Desportivo FC Alverca | 4 de enero | Por definir | T.B.D        |
| AVS               | v.s.       | Moreirense      | Estádio do CD Aves             | 4 de enero | Por definir | T.B.D        |
| Benfica           | v.s.       | Estoril         | Estádio da Luz                 | 4 de enero | Por definir | T.B.D        |
| Estrela           | v.s.       | Sporting Braga  | Estádio José Gomes             | 4 de enero | Por definir | T.B.D        |
| Gil Vicente       | v.s.       | Sporting Lisboa | Estádio Cidade de Barcelos     | 4 de enero | Por definir | T.B.D        |
| Rio Ave           | v.s.       | Casa Pia        | Estadio dos Arcos              | 4 de enero | Por definir | T.B.D        |
| Santa Clara       | v.s.       | Porto           | Estádio de São Miguel          | 4 de enero | Por definir | T.B.D        |
| Tondela           | v.s.       | Arouca          | Estádio João Cardoso           | 4 de enero | Por definir | T.B.D        |
| Vitória Guimarães | v.s.       | Nacional        | Estádio D. Afonso Henriques    | 4 de enero | Por definir | T.B.D        |

### Segunda vuelta
| Jornada 18 | Jornada 18 | Jornada 18 | Jornada 18 | Jornada 18  | Jornada 18  | Jornada 18   |
| Local      | Resultado  | Visitante  | Estadio    | Fecha       | Hora        | Espectadores |
| ---------- | ---------- | ---------- | ---------- | ----------- | ----------- | ------------ |
|            | v.s.       |            |            | Por definir | Por definir | T.B.D        |
|            | v.s.       |            |            | Por definir | Por definir | T.B.D        |
|            | v.s.       |            |            | Por definir | Por definir | T.B.D        |
|            | v.s.       |            |            | Por definir | Por definir | T.B.D        |
|            | v.s.       |            |            | Por definir | Por definir | T.B.D        |
|            | v.s.       |            |            | Por definir | Por definir | T.B.D        |
|            | v.s.       |            |            | Por definir | Por definir | T.B.D        |
|            | v.s.       |            |            | Por definir | Por definir | T.B.D        |
|            | v.s.       |            |            | Por definir | Por definir | T.B.D        |

| Jornada 19 | Jornada 19 | Jornada 19 | Jornada 19 | Jornada 19  | Jornada 19  | Jornada 19   |
| Local      | Resultado  | Visitante  | Estadio    | Fecha       | Hora        | Espectadores |
| ---------- | ---------- | ---------- | ---------- | ----------- | ----------- | ------------ |
|            | v.s.       |            |            | Por definir | Por definir | T.B.D        |
|            | v.s.       |            |            | Por definir | Por definir | T.B.D        |
|            | v.s.       |            |            | Por definir | Por definir | T.B.D        |
|            | v.s.       |            |            | Por definir | Por definir | T.B.D        |
|            | v.s.       |            |            | Por definir | Por definir | T.B.D        |
|            | v.s.       |            |            | Por definir | Por definir | T.B.D        |
|            | v.s.       |            |            | Por definir | Por definir | T.B.D        |
|            | v.s.       |            |            | Por definir | Por definir | T.B.D        |
|            | v.s.       |            |            | Por definir | Por definir | T.B.D        |

| Jornada 20 | Jornada 20 | Jornada 20 | Jornada 20 | Jornada 20  | Jornada 20  | Jornada 20   |
| Local      | Resultado  | Visitante  | Estadio    | Fecha       | Hora        | Espectadores |
| ---------- | ---------- | ---------- | ---------- | ----------- | ----------- | ------------ |
|            | v.s.       |            |            | Por definir | Por definir | T.B.D        |
|            | v.s.       |            |            | Por definir | Por definir | T.B.D        |
|            | v.s.       |            |            | Por definir | Por definir | T.B.D        |
|            | v.s.       |            |            | Por definir | Por definir | T.B.D        |
|            | v.s.       |            |            | Por definir | Por definir | T.B.D        |
|            | v.s.       |            |            | Por definir | Por definir | T.B.D        |
|            | v.s.       |            |            | Por definir | Por definir | T.B.D        |
|            | v.s.       |            |            | Por definir | Por definir | T.B.D        |
|            | v.s.       |            |            | Por definir | Por definir | T.B.D        |

| Jornada 21 | Jornada 21 | Jornada 21 | Jornada 21 | Jornada 21  | Jornada 21  | Jornada 21   |
| Local      | Resultado  | Visitante  | Estadio    | Fecha       | Hora        | Espectadores |
| ---------- | ---------- | ---------- | ---------- | ----------- | ----------- | ------------ |
|            | v.s.       |            |            | Por definir | Por definir | T.B.D        |
|            | v.s.       |            |            | Por definir | Por definir | T.B.D        |
|            | v.s.       |            |            | Por definir | Por definir | T.B.D        |
|            | v.s.       |            |            | Por definir | Por definir | T.B.D        |
|            | v.s.       |            |            | Por definir | Por definir | T.B.D        |
|            | v.s.       |            |            | Por definir | Por definir | T.B.D        |
|            | v.s.       |            |            | Por definir | Por definir | T.B.D        |
|            | v.s.       |            |            | Por definir | Por definir | T.B.D        |
|            | v.s.       |            |            | Por definir | Por definir | T.B.D        |

| Jornada 22 | Jornada 22 | Jornada 22 | Jornada 22 | Jornada 22  | Jornada 22  | Jornada 22   |
| Local      | Resultado  | Visitante  | Estadio    | Fecha       | Hora        | Espectadores |
| ---------- | ---------- | ---------- | ---------- | ----------- | ----------- | ------------ |
|            | v.s.       |            |            | Por definir | Por definir | T.B.D        |
|            | v.s.       |            |            | Por definir | Por definir | T.B.D        |
|            | v.s.       |            |            | Por definir | Por definir | T.B.D        |
|            | v.s.       |            |            | Por definir | Por definir | T.B.D        |
|            | v.s.       |            |            | Por definir | Por definir | T.B.D        |
|            | v.s.       |            |            | Por definir | Por definir | T.B.D        |
|            | v.s.       |            |            | Por definir | Por definir | T.B.D        |
|            | v.s.       |            |            | Por definir | Por definir | T.B.D        |
|            | v.s.       |            |            | Por definir | Por definir | T.B.D        |

| Jornada 23 | Jornada 23 | Jornada 23 | Jornada 23 | Jornada 23  | Jornada 23  | Jornada 23   |
| Local      | Resultado  | Visitante  | Estadio    | Fecha       | Hora        | Espectadores |
| ---------- | ---------- | ---------- | ---------- | ----------- | ----------- | ------------ |
|            | v.s.       |            |            | Por definir | Por definir | T.B.D        |
|            | v.s.       |            |            | Por definir | Por definir | T.B.D        |
|            | v.s.       |            |            | Por definir | Por definir | T.B.D        |
|            | v.s.       |            |            | Por definir | Por definir | T.B.D        |
|            | v.s.       |            |            | Por definir | Por definir | T.B.D        |
|            | v.s.       |            |            | Por definir | Por definir | T.B.D        |
|            | v.s.       |            |            | Por definir | Por definir | T.B.D        |
|            | v.s.       |            |            | Por definir | Por definir | T.B.D        |
|            | v.s.       |            |            | Por definir | Por definir | T.B.D        |

| Jornada 24 | Jornada 24 | Jornada 24 | Jornada 24 | Jornada 24  | Jornada 24  | Jornada 24   |
| Local      | Resultado  | Visitante  | Estadio    | Fecha       | Hora        | Espectadores |
| ---------- | ---------- | ---------- | ---------- | ----------- | ----------- | ------------ |
|            | v.s.       |            |            | Por definir | Por definir | T.B.D        |
|            | v.s.       |            |            | Por definir | Por definir | T.B.D        |
|            | v.s.       |            |            | Por definir | Por definir | T.B.D        |
|            | v.s.       |            |            | Por definir | Por definir | T.B.D        |
|            | v.s.       |            |            | Por definir | Por definir | T.B.D        |
|            | v.s.       |            |            | Por definir | Por definir | T.B.D        |
|            | v.s.       |            |            | Por definir | Por definir | T.B.D        |
|            | v.s.       |            |            | Por definir | Por definir | T.B.D        |
|            | v.s.       |            |            | Por definir | Por definir | T.B.D        |

| Jornada 25 | Jornada 25 | Jornada 25 | Jornada 25 | Jornada 25  | Jornada 25  | Jornada 25   |
| Local      | Resultado  | Visitante  | Estadio    | Fecha       | Hora        | Espectadores |
| ---------- | ---------- | ---------- | ---------- | ----------- | ----------- | ------------ |
|            | v.s.       |            |            | Por definir | Por definir | T.B.D        |
|            | v.s.       |            |            | Por definir | Por definir | T.B.D        |
|            | v.s.       |            |            | Por definir | Por definir | T.B.D        |
|            | v.s.       |            |            | Por definir | Por definir | T.B.D        |
|            | v.s.       |            |            | Por definir | Por definir | T.B.D        |
|            | v.s.       |            |            | Por definir | Por definir | T.B.D        |
|            | v.s.       |            |            | Por definir | Por definir | T.B.D        |
|            | v.s.       |            |            | Por definir | Por definir | T.B.D        |
|            | v.s.       |            |            | Por definir | Por definir | T.B.D        |

| Jornada 26 | Jornada 26 | Jornada 26 | Jornada 26 | Jornada 26  | Jornada 26  | Jornada 26   |
| Local      | Resultado  | Visitante  | Estadio    | Fecha       | Hora        | Espectadores |
| ---------- | ---------- | ---------- | ---------- | ----------- | ----------- | ------------ |
|            | v.s.       |            |            | Por definir | Por definir | T.B.D        |
|            | v.s.       |            |            | Por definir | Por definir | T.B.D        |
|            | v.s.       |            |            | Por definir | Por definir | T.B.D        |
|            | v.s.       |            |            | Por definir | Por definir | T.B.D        |
|            | v.s.       |            |            | Por definir | Por definir | T.B.D        |
|            | v.s.       |            |            | Por definir | Por definir | T.B.D        |
|            | v.s.       |            |            | Por definir | Por definir | T.B.D        |
|            | v.s.       |            |            | Por definir | Por definir | T.B.D        |
|            | v.s.       |            |            | Por definir | Por definir | T.B.D        |

| Jornada 27 | Jornada 27 | Jornada 27 | Jornada 27 | Jornada 27  | Jornada 27  | Jornada 27   |
| Local      | Resultado  | Visitante  | Estadio    | Fecha       | Hora        | Espectadores |
| ---------- | ---------- | ---------- | ---------- | ----------- | ----------- | ------------ |
|            | v.s.       |            |            | Por definir | Por definir | T.B.D        |
|            | v.s.       |            |            | Por definir | Por definir | T.B.D        |
|            | v.s.       |            |            | Por definir | Por definir | T.B.D        |
|            | v.s.       |            |            | Por definir | Por definir | T.B.D        |
|            | v.s.       |            |            | Por definir | Por definir | T.B.D        |
|            | v.s.       |            |            | Por definir | Por definir | T.B.D        |
|            | v.s.       |            |            | Por definir | Por definir | T.B.D        |
|            | v.s.       |            |            | Por definir | Por definir | T.B.D        |
|            | v.s.       |            |            | Por definir | Por definir | T.B.D        |

| Jornada 28 | Jornada 28 | Jornada 28 | Jornada 28 | Jornada 28  | Jornada 28  | Jornada 28   |
| Local      | Resultado  | Visitante  | Estadio    | Fecha       | Hora        | Espectadores |
| ---------- | ---------- | ---------- | ---------- | ----------- | ----------- | ------------ |
|            | v.s.       |            |            | Por definir | Por definir | T.B.D        |
|            | v.s.       |            |            | Por definir | Por definir | T.B.D        |
|            | v.s.       |            |            | Por definir | Por definir | T.B.D        |
|            | v.s.       |            |            | Por definir | Por definir | T.B.D        |
|            | v.s.       |            |            | Por definir | Por definir | T.B.D        |
|            | v.s.       |            |            | Por definir | Por definir | T.B.D        |
|            | v.s.       |            |            | Por definir | Por definir | T.B.D        |
|            | v.s.       |            |            | Por definir | Por definir | T.B.D        |
|            | v.s.       |            |            | Por definir | Por definir | T.B.D        |

| Jornada 29 | Jornada 29 | Jornada 29 | Jornada 29 | Jornada 29  | Jornada 29  | Jornada 29   |
| Local      | Resultado  | Visitante  | Estadio    | Fecha       | Hora        | Espectadores |
| ---------- | ---------- | ---------- | ---------- | ----------- | ----------- | ------------ |
|            | v.s.       |            |            | Por definir | Por definir | T.B.D        |
|            | v.s.       |            |            | Por definir | Por definir | T.B.D        |
|            | v.s.       |            |            | Por definir | Por definir | T.B.D        |
|            | v.s.       |            |            | Por definir | Por definir | T.B.D        |
|            | v.s.       |            |            | Por definir | Por definir | T.B.D        |
|            | v.s.       |            |            | Por definir | Por definir | T.B.D        |
|            | v.s.       |            |            | Por definir | Por definir | T.B.D        |
|            | v.s.       |            |            | Por definir | Por definir | T.B.D        |
|            | v.s.       |            |            | Por definir | Por definir | T.B.D        |

| Jornada 30 | Jornada 30 | Jornada 30 | Jornada 30 | Jornada 30  | Jornada 30  | Jornada 30   |
| Local      | Resultado  | Visitante  | Estadio    | Fecha       | Hora        | Espectadores |
| ---------- | ---------- | ---------- | ---------- | ----------- | ----------- | ------------ |
|            | v.s.       |            |            | Por definir | Por definir | T.B.D        |
|            | v.s.       |            |            | Por definir | Por definir | T.B.D        |
|            | v.s.       |            |            | Por definir | Por definir | T.B.D        |
|            | v.s.       |            |            | Por definir | Por definir | T.B.D        |
|            | v.s.       |            |            | Por definir | Por definir | T.B.D        |
|            | v.s.       |            |            | Por definir | Por definir | T.B.D        |
|            | v.s.       |            |            | Por definir | Por definir | T.B.D        |
|            | v.s.       |            |            | Por definir | Por definir | T.B.D        |
|            | v.s.       |            |            | Por definir | Por definir | T.B.D        |

| Jornada 31 | Jornada 31 | Jornada 31 | Jornada 31 | Jornada 31  | Jornada 31  | Jornada 31   |
| Local      | Resultado  | Visitante  | Estadio    | Fecha       | Hora        | Espectadores |
| ---------- | ---------- | ---------- | ---------- | ----------- | ----------- | ------------ |
|            | v.s.       |            |            | Por definir | Por definir | T.B.D        |
|            | v.s.       |            |            | Por definir | Por definir | T.B.D        |
|            | v.s.       |            |            | Por definir | Por definir | T.B.D        |
|            | v.s.       |            |            | Por definir | Por definir | T.B.D        |
|            | v.s.       |            |            | Por definir | Por definir | T.B.D        |
|            | v.s.       |            |            | Por definir | Por definir | T.B.D        |
|            | v.s.       |            |            | Por definir | Por definir | T.B.D        |
|            | v.s.       |            |            | Por definir | Por definir | T.B.D        |
|            | v.s.       |            |            | Por definir | Por definir | T.B.D        |

| Jornada 32 | Jornada 32 | Jornada 32 | Jornada 32 | Jornada 32  | Jornada 32  | Jornada 32   |
| Local      | Resultado  | Visitante  | Estadio    | Fecha       | Hora        | Espectadores |
| ---------- | ---------- | ---------- | ---------- | ----------- | ----------- | ------------ |
|            | v.s.       |            |            | Por definir | Por definir | T.B.D        |
|            | v.s.       |            |            | Por definir | Por definir | T.B.D        |
|            | v.s.       |            |            | Por definir | Por definir | T.B.D        |
|            | v.s.       |            |            | Por definir | Por definir | T.B.D        |
|            | v.s.       |            |            | Por definir | Por definir | T.B.D        |
|            | v.s.       |            |            | Por definir | Por definir | T.B.D        |
|            | v.s.       |            |            | Por definir | Por definir | T.B.D        |
|            | v.s.       |            |            | Por definir | Por definir | T.B.D        |
|            | v.s.       |            |            | Por definir | Por definir | T.B.D        |

| Jornada 33 | Jornada 33 | Jornada 33 | Jornada 33 | Jornada 33  | Jornada 33  | Jornada 33   |
| Local      | Resultado  | Visitante  | Estadio    | Fecha       | Hora        | Espectadores |
| ---------- | ---------- | ---------- | ---------- | ----------- | ----------- | ------------ |
|            | v.s.       |            |            | Por definir | Por definir | T.B.D        |
|            | v.s.       |            |            | Por definir | Por definir | T.B.D        |
|            | v.s.       |            |            | Por definir | Por definir | T.B.D        |
|            | v.s.       |            |            | Por definir | Por definir | T.B.D        |
|            | v.s.       |            |            | Por definir | Por definir | T.B.D        |
|            | v.s.       |            |            | Por definir | Por definir | T.B.D        |
|            | v.s.       |            |            | Por definir | Por definir | T.B.D        |
|            | v.s.       |            |            | Por definir | Por definir | T.B.D        |
|            | v.s.       |            |            | Por definir | Por definir | T.B.D        |

| Jornada 34 | Jornada 34 | Jornada 34 | Jornada 34 | Jornada 34  | Jornada 34  | Jornada 34   |
| Local      | Resultado  | Visitante  | Estadio    | Fecha       | Hora        | Espectadores |
| ---------- | ---------- | ---------- | ---------- | ----------- | ----------- | ------------ |
|            | v.s.       |            |            | Por definir | Por definir | T.B.D        |
|            | v.s.       |            |            | Por definir | Por definir | T.B.D        |
|            | v.s.       |            |            | Por definir | Por definir | T.B.D        |
|            | v.s.       |            |            | Por definir | Por definir | T.B.D        |
|            | v.s.       |            |            | Por definir | Por definir | T.B.D        |
|            | v.s.       |            |            | Por definir | Por definir | T.B.D        |
|            | v.s.       |            |            | Por definir | Por definir | T.B.D        |
|            | v.s.       |            |            | Por definir | Por definir | T.B.D        |
|            | v.s.       |            |            | Por definir | Por definir | T.B.D        |

## Estadísticas

### Récords
- Primer gol de la temporada: Anotado por Francisco Trincão, en el Casa Pia 0 – 2 Sporting Lisboa (8 de agosto de 2025)
- Mayor número de goles marcados en un partido: 6 goles, Sporting Lisboa 6 – 0 Arouca (17 de agosto de 2025)
- Partido con más espectadores: 48 534, en el Porto 3 – 0 Vitória Guimarães (11 de agosto de 2025)
- Partido con menos espectadores: 532, en el Tondela 0 – 1 Famalicão (16 de agosto de 2025)
- Mayor victoria local: Sporting Lisboa 6 – 0 Arouca (17 de agosto de 2025)
- Mayor victoria visitante: Alverca 0 – 3 Sporting Braga (17 de agosto de 2025)

### Máximos goleadores
Datos actualizados a 18 de agosto de 2025.
| Pos. | Jugador             | Equipo          | Goles | Part. | Prom. |
| ---- | ------------------- | --------------- | ----- | ----- | ----- |
| 1    | Francisco Trincão   | Sporting Lisboa | 3     | 2     | 1.5   |
| 2    | Alfonso Trezza      | Arouca          | 2     | 2     | 1     |
| 2    | Guilherme Schettine | Moreirense      | 2     | 2     | 1     |
| 2    | Luis Javier Suárez  | Sporting Lisboa | 2     | 2     | 1     |
| 2    | Pepê                | Porto           | 2     | 2     | 1     |
| 2    | Ricardo Horta       | Sporting Braga  | 2     | 2     | 1     |
| 2    | Ricardo Mangas      | Sporting Lisboa | 2     | 2     | 1     |
| 2    | Samu Aghehowa       | Porto           | 2     | 2     | 1     |

### Máximos asistentes
Datos actualizados a 18 de agosto de 2025.
| Pos. | Jugador        | Equipo          | Asis. | Part. | Prom. |
| ---- | -------------- | --------------- | ----- | ----- | ----- |
| 1    | Leonardo Lelo  | Sporting Braga  | 3     | 2     | 1.5   |
| 2    | Dinis Pinto    | Moreirense      | 2     | 2     | 1     |
| 2    | Geovany Quenda | Sporting Lisboa | 2     | 2     | 1     |

### Mejor portero
Datos actualizados a 18 de agosto de 2025.
| Pos. | Jugador                | Equipo          | Goles recibidos | Part. | Coef. |
| ---- | ---------------------- | --------------- | --------------- | ----- | ----- |
| 1    | Diogo Costa            | Porto           | 0               | 2     | 0     |
| 1    | Lazar Carević          | Famalicão       | 0               | 2     | 0     |
| 1    | Lukáš Horníček         | Sporting Braga  | 0               | 2     | 0     |
| 1    | Rui Tiago Dantas Silva | Sporting Lisboa | 0               | 2     | 0     |
| 5    | Anatoli Trubin         | Benfica         | 0               | 1     | 0     |
| 6    | Caio Secco             | Moreirense      | 1               | 2     | 0.5   |
| 7    | Andrew                 | Gil Vicente     | 2               | 2     | 1     |
| 7    | Patrick Sequeira       | Casa Pia        | 2               | 2     | 1     |
| 7    | Renan Ribeiro          | Estrela         | 2               | 2     | 1     |
| 10   | Cezary Miszta          | Rio Ave         | 1               | 1     | 1     |

### Autogoles
| Fecha      | Jugador         | Minuto      | Local             | Resultado | Visitante | Jornada   |
| ---------- | --------------- | ----------- | ----------------- | --------- | --------- | --------- |
| 16/08/2025 | Rodrigo Abascal | 61' , 2 – 2 | Vitória Guimarães | 3 – 2     | Estoril   | Jornada 2 |

## Fichajes

### Fichajes más caros del mercado de verano
| Jugador            | Club de destino | Club de origen       | Precio (€) | Ref.   |
| ------------------ | --------------- | -------------------- | ---------- | ------ |
| Richard Ríos       | Benfica         | Palmeiras            | 27.000.000 | [ 31 ] |
| Franjo Ivanović    | Benfica         | Union Saint-Gilloise | 22.800.000 | [ 32 ] |
| Luis Javier Suárez | Sporting Lisboa | Almería              | 22.200.000 | [ 33 ] |
| Victor Froholdt    | Porto           | Copenhague           | 20.000.000 | [ 34 ] |
| Gabri Veiga        | Porto           | Al-Ahli Saudi        | 15.000.000 | [ 35 ] |
| Alberto Costa      | Porto           | Juventus             | 15.000.000 | [ 36 ] |
| Borja Sainz        | Porto           | Norwich City         | 13.300.000 | [ 37 ] |
| Nehuén Pérez       | Porto           | Udinese              | 13.300.000 | [ 38 ] |
| Amar Dedić         | Benfica         | Red Bull Salzburgo   | 12.000.000 | [ 39 ] |
| Pau Víctor         | Sporting Braga  | Barcelona            | 12.000.000 | [ 40 ] |

| Datos actualizados a 4 de agosto de 2025. Fuentes: |